# Scrophularia sosnowskyi
Scrophularia sosnowskyi är en flenörtsväxtart som beskrevs av Kemul.-nath.. Scrophularia sosnowskyi ingår i släktet flenörter, och familjen flenörtsväxter. Inga underarter finns listade i Catalogue of Life.